# Carlo Facetti
Carlo Giovanni Facetti (Cormano, 27 giugno 1935) è un ex pilota automobilistico italiano.
Conosciuto principalmente per i suoi successi con le vetture Sport Prototipo, Turismo e Gran Turismo, nel suo unico tentativo di Formula 1 fallì la qualificazione al Gran Premio d'Italia 1974.

## Carriera
Carlo Facetti appartiene a una famiglia molto conosciuta nell'ambiente delle corse automobilistiche. Suo padre Piero, dopo l'esperienza maturata come meccanico di Gigi Villoresi, Piero Taruffi e Alberto Ascari, divenne uno dei più stimati preparatori degli anni 1950 e 1960, per le sue elaborazioni su base Alfa Romeo Giulietta SZ e Giulia GTA, con le quali molti piloti privati spesso contendevano la vittoria agli equipaggi ufficiali.
Suo fratello Giuliano ha conquistato il titolo di Campione Italiano Turismo "classe 1300" nel 1967 mentre sua sorella Rosadele ha fatto suo il titolo di "Campionato Italiano assoluto femminile" nel 1965 e 1966.
Esordisce nelle competizioni automobilistiche a 18 anni partecipando al Giro di Calabria 1953 come co-equipier di Elio Zagato, per poi passare alla Formula Junior, dove nel 1960 decide di autocostruire una vettura usando il motore della Lancia Appia, dopo aver usato vetture di altri costruttori come De Sanctis, Dagrada e Branca.

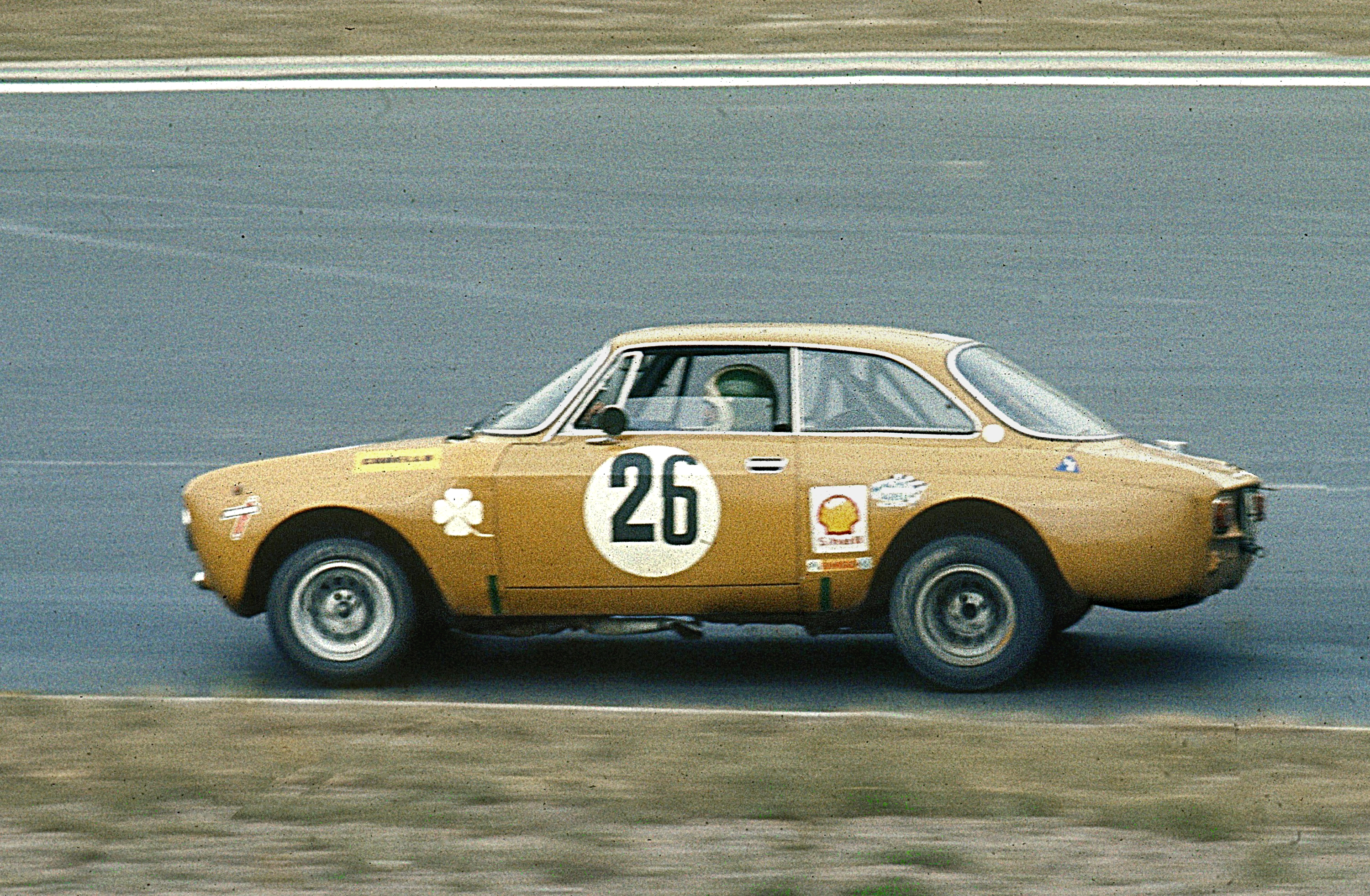
Facetti su Alfa Romeo Giulia GTAm al Nürburgring Nordschleife nel 1973

Negli anni 1960 è un pilota impegnato contemporaneamente in molte e diverse categorie (come la maggior parte dei piloti del periodo): nel 1962 è campione italiano Gran Turismo "classe 1300" con una Alfa Romeo Giulietta, nel 1965 ottiene il secondo posto nella classifica finale del  campionato italiano di Formula 3 alle spalle di Andrea De Adamich e contemporaneamente è collaudatore e pilota in Formula 2 della Tecno dei fratelli
Pederzani, partecipando alla Temporada Argentina, che si disputa quando la stagione europea è già conclusa. Salito alla ribalta nazionale, viene ingaggiato dall'Alfa Romeo tramite l'Autodelta di Carlo Chiti per pilotare la Sport Prototipo Tipo 33.
Partecipò a varie edizioni della 24 Ore di Le Mans: nel 1968 giunse al quinto posto assoluto in coppia con Spartaco Dini alla guida di una Alfa Romeo Tipo 33 del team ufficiale Autodelta, mentre nel 1973, si classificò al 15º posto assoluto sempre con una Alfa Romeo tipo 33TT3 della Scuderia Brescia Corse con altri due piloti italiani, Sergio Morando e Teodoro Zeccoli. Nell'edizione del 1980 vinse invece la sua classe, giungendo al 19º posto assoluto, guidando una Lancia Beta Montecarlo. Con la stessa vettura, con Michele Alboreto ed Eddie Cheever quali compagni di squadra, giunse all'8º posto assoluto l'anno successivo.
Nel 1979 ha vinto il Campionato Europeo Turismo in coppia con Martino Finotto al volante di una BMW 3.0 CSL.

Facetti su Lancia "Turbo-Stratos" in prova al Mugello nel 1976

La sua attività nel mondo delle corse è stata spesso legata a quella di Martino Finotto. Oltre al tentativo di qualificazione citato proprio con una Brabham del Team Finotto, i due hanno corso per molti anni insieme, finché sempre insieme, fondarono la "CARMA" (acronimo dei due nomi) azienda specializzata nella preparazione di vetture Gran Turismo e Sport con le quali entrambi continuarono a correre, e che realizzò tra l'altro un motore turbo 4 cilindri 1.4 per la categoria Sport 2 litri.

Con l'avvento del "Gruppo C" il motore ribattezzato "Giannini" per questioni regolamentari consentì la conquista del titolo mondiale 1983 e 1984 nella categoria "C-Junior /C2" abbinato al telaio della Alba Engineering.
Nel 1981 con una Ferrari 308 GTB turbo da loro sviluppata conquistarono anche il giro più veloce alla 24 Ore di Daytona.

## Risultati in Formula 1
| 1974 | Scuderia         | Vettura |  |  |  |  |  |  |  |  |  |  |  |  |    |  |  | Punti | Pos. |
| ---- | ---------------- | ------- |  |  |  |  |  |  |  |  |  |  |  |  | -- |  |  | ----- | ---- |
| 1974 | Scuderia Finotto | BT42    |  |  |  |  |  |  |  |  |  |  |  |  | NQ |  |  | 0     |      |

| Legenda | 1º posto     | 2º posto | 3º posto    | A punti         | Senza punti/Non class.  | Grassetto – Pole position Corsivo – Giro più veloce |
| Legenda | Squalificato | Ritirato | Non partito | Non qualificato | Solo prove/Terzo pilota | Grassetto – Pole position Corsivo – Giro più veloce |